# Seznam států bez armády

Státy nedisponující regulérními ozbrojenými silami
Státy úplně bez ozbrojených sil
Státy bez armády ve smyslu bojeschopné pozemní síly

Tento seznam zahrnuje nezávislé státy světa, které nedisponují oficiálními ozbrojenými silami nebo jsou tyto značně omezeny. Některé z těchto států mají dohodu o obraně s jiným státem (např. Švýcarsko – Lichtenštejnsko, Monako – Francie, USA – Island do roku 2006), nebo pouze polovojenské jednotky, zařazené např. pod policii. Většina těchto států byla kdysi okupována, byla poručenským územím OSN, nebo zde udržují přítomnost ozbrojené síly jiného státu. U některých existují vzájemné obranné systémy (některé Karibské státy a některé státy Oceánie). Například Západní Samoa byla dokonce založena bez ozbrojených sil. Některé státy procházejí či prošly procesem demilitarizace. Dodnes jím procházejí Kostarika nebo Grenada. V minulosti bylo demilitarizováno Německo, důsledkem druhé světové války, jeho ozbrojené síly byly ale roku 1955 obnoveny.
Záměrně zde není uvedeno Japonsko, které sice oficiálně armádu nemá (vzdalo se použití síly ve své ústavě), ale existují zde naprosto stejně fungující Síly sebeobrany, účastnící se i mezinárodních zahraničních misí.
| Země                      | Komentář |
| ------------------------- | --- |
| Andorra                   | Nemá regulérní armádu, pouze polovojenský sbor v rámci policie (GIPA). |
| Grenada                   | Nemá vlastní armádu od invaze r. 1983. Vlastní polovojenský sbor v rámci policie a obrana ostrovního státu se také opírá o Regionální obranný systém karibských států. |
| Kiribati                  | Nemá regulérní armádu, pouze policii a pobřežní stráž. Obranu země částečně zajišťuje dohoda s Austrálií a Novým Zélandem |
| Kostarika                 | Od roku 1949 ústava zakazuje armádu. Kostarika disponuje pouze vnitřními bezpečnostními sbory. |
| Lichtenštejnsko           | Rozpustilo svoji armádu roku 1868, protože byla příliš nákladná. Obnovilo by ji pouze v případě války, což se ještě nikdy v historii státu nestalo. Existuje dohoda o ochraně hranic se Švýcarskem. |
| Marshallovy ostrovy       | Disponuje vlastní pobřežní stráží. Obrana je zajištěna dohodou s USA. |
| Mikronésie                | Nemají armádu už od svého založení, pouze policii a pobřežní stráž. Obrana je zajištěna dohodou s USA. |
| Nauru                     | Obranu částečně zajišťuje smlouva s Austrálií a stát disponuje relativně silně vyzbrojenou policií. |
| Palau                     | Disponuje vlastní pobřežní stráží. Obrana je zajištěna dohodou s USA, které na ostrově dislokují kontingent námořní pěchoty. |
| Samoa                     | Od svého založení nedisponuje ozbrojenými silami. Obrana je zajištěna dohodou s Novým Zélandem. |
| Svatá Lucie               | Vlastní polovojenský sbor v rámci policie a za obranu státu ručí Regionální obranný systém karibských států. |
| Svatý Vincenc a Grenadiny | Vlastní polovojenský sbor v rámci policie a za obranu státu ručí Regionální obranný systém karibských států. |
| Tuvalu                    | Od svého založení nedisponuje ozbrojenými silami. Je zde pouze policie a pobřežní stráž. |
| Vatikán                   | Pro vnitřní bezpečnost zde existují jednotky četnictva. Známá Švýcarská garda se jako ozbrojené síly nejmenšího státu na světě nepočítá, protože nenáleží městskému státu ale svatému stolci. I když nemá Vatikán s Itálií žádnou smlouvu o obraně, dá se očekávat, že by italská armáda bránila Vatikán společně se svým hlavním městem Římem (jelikož Vatikán je jenom malým územím v centru Říma). Vznešená a Palatinská garda, jediné ozbrojené složky městského státu, byly zrušeny r. 1970. |

| Země      | Komentář |
| --------- | --- |
| Island    | Island neudržuje pozemní vojsko od roku 1869, přesto je aktivním členem NATO. V letech 1951 až 2006 měl dohodu o obraně se Spojenými státy. Místo pozemního vojska Island udržuje expediční mírové jednotky, protileteckou obranu, rozsáhlou pobřežní stráž, policii a taktické policejní jednotky. |
| Mauricius | Mauricius nemá pozemní vojsko od roku 1968. Veškeré ozbrojené složky včetně Pobřežní stráže a speciálních jednotek jsou podřízeny policejnímu komisaři. |
| Monako    | Zřeklo se své armády v 19. století, dnes je vojensky téměř závislé na Francii. Jedinou ozbrojenou složkou je knížecí garda a Corps des Sapeurs-Pompiers, odpovědný za civilní obranu a vykonávající práci hasičů.                                                                                   |
| Panama    | Zřekla se armády roku 1990 a opětovně toto potvrdila v nové ústavě roku 1994. Panamské ozbrojené síly se skládají z policie, námořních a vzdušných sil. |
| Vanuatu   | Policie na Vanuatu udržuje paravojenské jednotky pro potřeby vnitřní bezpečnosti. |